# Edward J. O’Neill

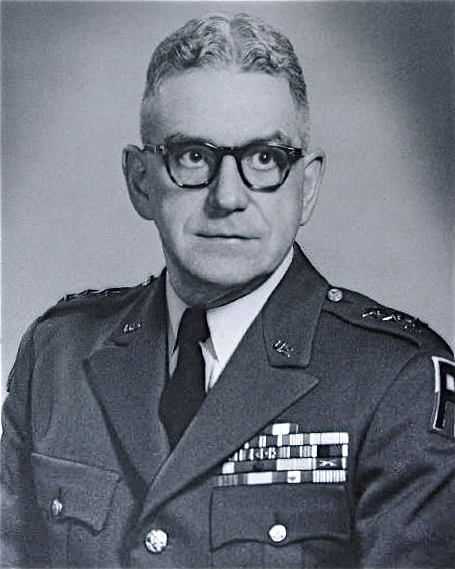
Generalleutnant Edward J. O’Neill

Edward Joseph O’Neill (* 24. März 1902 in St. Albans, Vermont; † 9. Januar 1979 in Arlington County, Virginia) war ein US-amerikanischer Generalleutnant der US Army, der zuletzt von 1960 bis 1962 Kommandierender General der Ersten US-Armee (First US Army) war.

## Leben
Edward Joseph O’Neill absolvierte nach dem Schulbesuch ein Studium an der University of Vermont und wurde 1924 als Leutnant der Infanterie in die US Army übernommen. Nach verschiedenen Verwendungen als Offizier und Stabsoffizier sowie dem Besuch der Heeresinfanterieschule (US Army Infantry School) in Fort Benning und des Command and General Staff College (CGSC) in Fort Leavenworth war er Kommandeur eines Bataillons der 1. Infanteriedivision (1st Infantry Division), der sogenannten „The Big Red One“. Zum Zeitpunkt des Angriffs auf Pearl Harbor am 7. Dezember 1941 und dem Eintritt der Vereinigten Staaten in den Zweiten Weltkrieg am darauf folgenden 8. Dezember 1941 wurde er erst Assistent und danach Generalstabsoffizier für Versorgung und Logistische Unterstützung (G-4, Chief of Supplies and Logistical Support) im Stab des zur Fünften US-Armee (Fifth US Army) gehörenden VI. US-Korps (VI Corps), mit dem er am Afrikafeldzug teilnahm. In der Folgezeit war er verantwortlich für die logistische Unterstützung der Operation Avalanche, der Landung der Alliierten im Golf von Salerno am 9. September 1943, sowie der Operation Shingle, eine am 22. Januar 1944 von alliierter Seite durchgeführte amphibische Landungsoperation auf dem italienischen Kriegsschauplatz in der Umgebung von Anzio und Nettuno am Tyrrhenischen Meer in Mittelitalien. Bei Kriegsende war er Generalstabsoffizier für Versorgung und Logistische Unterstützung im Stab des zur Fünften US-Armee.
Nach verschiedenen Verwendungen in der Nachkriegszeit übernahm O’Neill 1950 den Posten als stellvertretender Chef des Stabes des US-Kommandos Europa EUCON (European Command) und nach seiner Beförderung zum Brigadegeneral im August 1954 Kommandeur der Heereskommunikationszone Europe (US Army Communication Zone, Europe), der Logistik- und Unterstützungsorganisation für die US Army in Europa. In dieser Funktion wählte er eine von dreizehn Grabmäler unbekannter US-Soldaten auf US-Militärfriedhöfen in Europa aus, um diese Unbekannten des europäischen Kriegsschauplatzes im Zweiten Weltkrieg zu würdigen. Nach einer weiteren Auswahl unbekannter Soldaten der Kriegsschauplätze im Atlantischen und Pazifischen Ozean, wurde der unbekannte Soldat des Zweiten Weltkrieges am Memorial Day 1958 im Grabmal des unbekannten Soldaten auf dem Nationalfriedhof Arlington beigesetzt. Im Anschluss wurde er 1959 Chef des Stabes der US-Landstreitkräfte in Europa.
Zuletzt wurde Edward Joseph O’Neill am 1. März 1960 zum Generalleutnant befördert und Nachfolger von Generalleutnant Blackshear M. Bryan als Kommandierender General der Ersten US-Armee (First US Army). Diesen Kommandeursposten hatte er bis zu seinem Eintritt in den Ruhestand am 31. März 1962 inne, woraufhin Generalleutnant Garrison H. Davidson seine Nachfolge antrat. Zugleich war er zwischen 1954 und 1957 Standortkommandant von Fort Jay auf Governors Island in der Upper New York Bay. Er vertrat die Vereinigten Staaten zudem im Militärischen Stabsausschuss der Vereinten Nationen. Nach seinem Ausscheiden aus dem aktiven Militärdienst nach 31 Dienstjahren war er noch von 1962 bis 1970 Berater des Luft- und Raumfahrttechnikunternehmens Aerojet-General Corporation. Nach seinem Tode an den Folgen eines Herzinfarkts wurde er ebenfalls auf dem Nationalfriedhof Arlington beigesetzt.

## Auszeichnungen
Auswahl der Dekorationen, sortiert in Anlehnung an die Order of Precedence of Military Awards:
- Army Distinguished Service Medal (2×)
- Legion of Merit
- Bronze Star
- Army Commendation Medal